# Thomas Cooper (Chemiker)

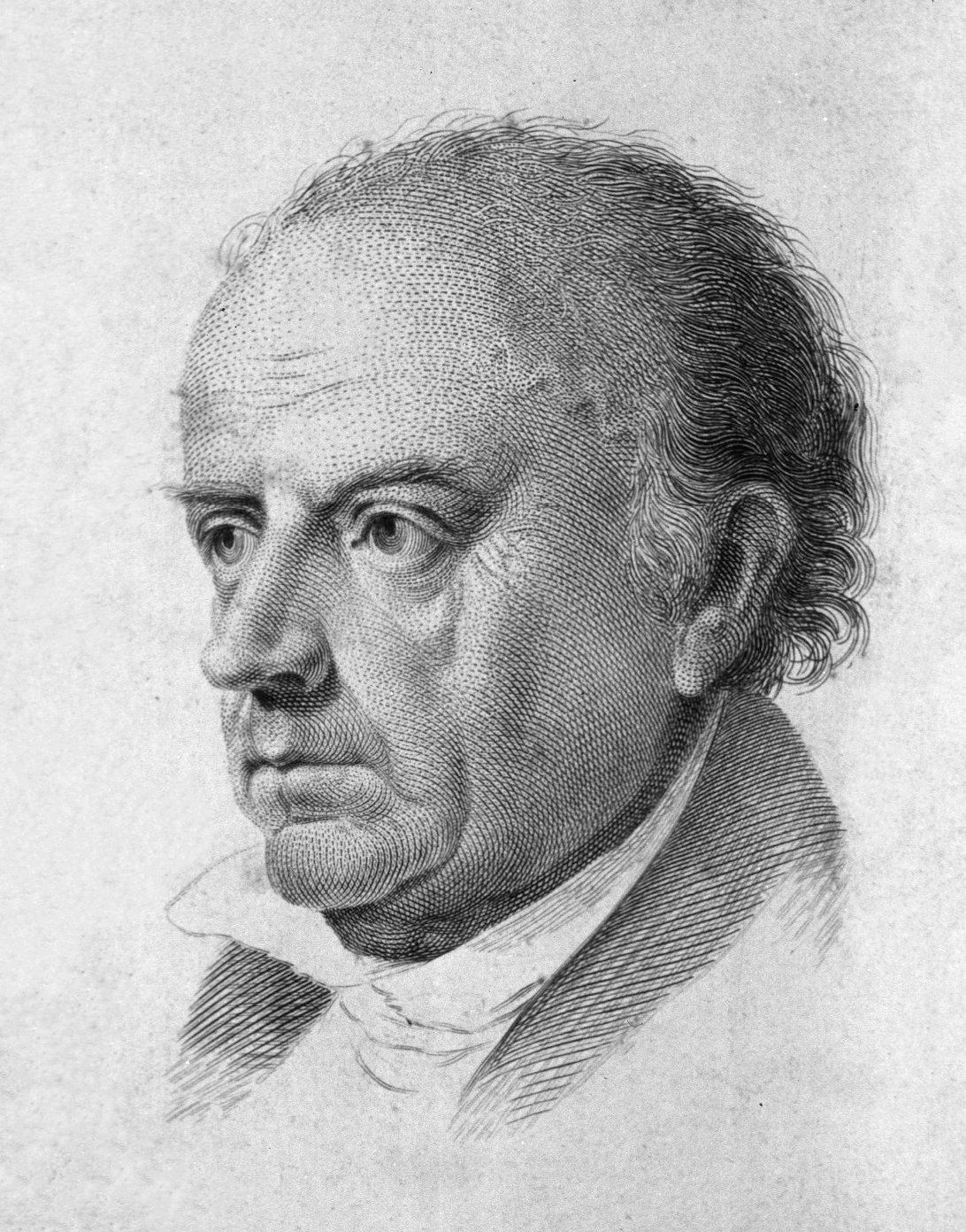
Thomas Cooper (1829)

Thomas Cooper (* 22. Oktober 1759 in London; † 11. Mai 1839 in Columbia) war ein englisch-US-amerikanischer Chemiker, Jurist, Ökonom und Politiker.

## Leben
Cooper studierte in Oxford ohne Abschluss, absolvierte anschließend eine Juristenausbildung am Inner Temple in London und wandte sich in dieser Zeit auch der Chemie zu und der Kattundruckerei. Gleichzeitig war er politisch in den 1790er Jahren für mehr religiöse Freiheit und gegen den Sklavenhandel aktiv. Er war Gründungsmitglied der Manchester Constitutional Society und wurde wie Joseph Priestley politisch zu den Radikalen gezählt. Er reiste 1792 mit James Watt junior (dem Sohn von James Watt) nach Paris und knüpfte dort besonders Kontakte zu den Jakobinern (besuchte aber auch Antoine-Laurent Lavoisier). Das machte ihn in England zum Ziel von Angriffen von Edmund Burke, der als scharfer Gegner der Französischen Revolution in England bekannt war. Durch die Terrorherrschaft in Frankreich desillusioniert und zunehmenden politischen Angriffen in England ausgesetzt ging er 1794 mit Priestley in die USA.
Er praktizierte als Anwalt in Northumberland County in Pennsylvania und war auch hier politisch aktiv. Cooper unterstützte die republikanisch-demokratische Partei von Thomas Jefferson und agitierte gegen Einschränkungen der Pressefreiheit für Ausländer (Alien and Sedition Acts) durch Präsident John Adams, und 1799 wurde er selbst durch dieses Gesetz angeklagt nach einem scharfen Pamphlet gegen John Adams. Er war Kommissar für Landzuteilung (Land Commissioner) und umherreisender Richter, verlor den Posten aber 1811, nachdem er sich mit seiner Partei zerstritt. Beim Tod von Priestley (1804) verfasste er einen wissenschaftlichen Nachruf und ordnete dessen Nachlass, was sein Interesse für Chemie neu belebte.
Auf Vermittlung von Thomas Jefferson wurde er Professor für Jura und Naturwissenschaften an der University of Virginia, verlor die Professur aber bald darauf, da er kirchlichen Kreisen wie Priestley als Materialist suspekt war. 1811 bis 1814 war er Professor für Chemie am Dickinson College in Carlisle (Pennsylvania) und 1818/19 an der University of Pennsylvania. Er bewarb sich auch auf eine Professur für Chemie am Medical College, wurde aber von einem Konkurrenten geschlagen, der auf Examina verzichtete. 1819 wurde er Professor für Chemie (und später noch Ökonomie) am South Carolina College (der späteren University of South Carolina). 1821 bis 1833 war er dessen Präsident, musste dann aber wieder wegen Angriffen konservativer religiöser Kreise zurücktreten, nachdem er deren Angriffe zunächst abwehrte. Bei seinen Studenten war er beliebt und sie nahmen ihn gegen Ende seiner Präsidentschaft in Schutz vor Angriffen. 1834 trat er auch von seiner Professur zurück. In seiner Zeit als Präsident gab er auch den Anstoß zur Gründung eines Medical College, das in Charleston entstand.
Er veröffentlichte über juristische Themen, so gab er eine Übersetzung der Rechtskompilation von Justinian I. heraus (1812). Zuletzt arbeitete er im Auftrag des Gouverneurs ab 1835 an einer vielbändigen Sammlung und Ausgabe der Gesetze von South Carolina (Statues at Large), die nach seinem Tod David James McCord (1797–1855) vollendete. 5 Bände bearbeitete er noch selbst, 5 sein Nachfolger.
Cooper war auch im Asyl für Nervenkranke aktiv und übersetzte diesbezügliche Schriften des französischen Mediziners François Broussais mit eigenen Essays.
Als Politiker war er in den 1820er Jahren bekannt als Vertreter der Idee einer aus wirtschaftlichen Gründen (Streit über Außenhandelszölle) eventuell nötigen Abspaltung (Sezession) des Südens von den USA. Damit war er ein Vorläufer der Nullifikationsdoktrin von John C. Calhoun. War er in England noch ein Gegner des Sklavenhandels, trat er in den Südstaaten als Befürworter der Sklaverei auf, die er für die Kultivierung des Landes als notwendig ansah. Neben Thomas Jefferson zählte James Madison zu seinen Freunden.

## Chemiker
Cooper ist auch als Chemiker bekannt. In Frankreich lernte er Verfahren kennen, Chlor aus Kochsalz zu gewinnen und führte bei der Rückkehr Chlorbleiche von Textilien in Manchester ein. Dabei setzte er auch schon Vorläufer der Autoklaven ein (er packte die Kleidung mit Chlor und Hypochlorite in geschlossene Fässer, in denen die Chemikalien produzierende Reaktion erfolgte und so auch einen erhöhten Druck erzeugte). Für die Chlorgewinnung fand er ein neues Verfahren: er setzte rotes Bleioxid mit Kochsalz und Schwefelsäure um, wobei das Blei wiederverwendet wurde (statt nach dem damals üblichen Verfahren von Carl Wilhelm Scheele und Walter Weldon der Umsetzung von Braunstein mit Salzsäure). 1810 stellte er als erster Chemiker in den USA Kalium rein dar (zuvor gelang das in England Humphry Davy) durch Erhitzen von Pottasche mit Eisen im Stahlrohr. In seinen Vorlesungen lehrte er auch Mineralogie und Geologie. Er baute eine mineralogische Sammlung an der Universität auf was später ein wesentlicher Anstoß des Geological Survey wurde. Er verkündete, dass das Alte Testament keine verlässliche Quelle in Hinblick auf das Alter der Erde war.
In den USA führte er an der Universität einen verbesserten Chemiekurs ein und hatte viele Schüler, die auch im Norden der USA als Chemiker wirkten. Cooper gab englische Lehrbücher der Chemie für die Lehre in den USA heraus wie A system of chemistry von Thomas Thomson, das die Gesetze von John Dalton in den USA bekannt machte (wie das Gesetz der multiplen Proportionen), und die Conversations on Chemistry von Jane Marcet. In seiner Introductory Lecture und in seinem Discourse on the connection between chemistry and medicine ging er auf die Verbindung von Medizin und Chemie ein und beschrieb die Chemie dabei als in der Kindheit eines Herkules steckend.
1813 analysierte er die von den Engländern im Krieg gegen die USA benutzten Raketen (geborgen in Havre-le-Grace), was deren Rekonstruktion ermöglichte.
1802 wurde er zum Mitglied der American Philosophical Society gewählt.

## Schriften
- Letters on the Slave-Trade, London, 1787
- Tracts, Ethical, Theological, and Political, 1790
- Information concerning America, 1790
- Political Essays, Northumberland, Pennsylvania 1799
- Account of the Trial of Thomas Cooper, of Northumberland, Philadelphia, 1800
- The Bankrupt Law of America Compared with that of England, 1801
- An English Version of the Institutions of Justinian, 1812
- A practical treatise on dyeing and Callicoe printing, Philadelphia 1815
- Tracts on Medical Jurisprudence, 1819
- Lectures on the Elements of Political Economy, Charleston, 1826, 2. Auflage 1830, Reprint New York 1971
- A Treatise on the Law of Libel and the Liberty of the Press, 1830
- Introductory Lectures on Chemistry, 1820
- The Introductory Lecture (1811) and A Discourse on the connection between chemistry and medicine (1818), Arno Press 1980
- Herausgeber von François Broussais: On irritation and insanity, 1831 (mit eigenen Essays von Cooper: The Scripture Doctrine of Materialism, View of the Metaphysical and Physiological Arguments in favor of Materialism, Outline of the Doctrine of the Association of Ideas)

1812 bis 1814 war er in Philadelphia Herausgeber von zwei der fünf Bände des Emporium of Arts and Sciences, in dem besonders anwendungsorientierte wissenschaftliche Aufsätze häufig aus dem Ausland veröffentlicht wurden. Er musste das Erscheinen einstellen, nachdem seine Mitarbeiter ihren Militärdienst ableisten mussten.